# Arachis kempff-mercadoi
Arachis kempff-mercadoi är en ärtväxtart som beskrevs av Antonio Krapovickas och Al. Arachis kempff-mercadoi ingår i släktet jordnötter, och familjen ärtväxter. Inga underarter finns listade i Catalogue of Life.